# Pavel Plzák
Pavel Plzák (18. srpna 1960 Most – 6. dubna 2024 Praha) byl český politik, lékař a zastupitel města Trutnova, v letech 2013 až 2021 byl poslancem Poslanecké sněmovny PČR. Byl také členem hnutí ANO 2011.

## Život
Vystudoval na Lékařské fakultě Univerzity Karlovy v Plzni, promoval v roce 1985 a získal titul MUDr. V roce 1988 složil I. atestaci oboru chirurgie a v roce 1996 poté II. atestaci oboru chirurgie.
Od roku 1985 působil jako chirurg v Oblastní nemocnici Trutnov. Byl spolumajitelem Spolku ambulantních lékařů, který provozuje soukromou ambulanci v Peci pod Sněžkou v oboru chirurgie a radiodiagnostika.
Byl členem České numismatické společnosti a Českého svazu filatelistů.
Zemřel po těžké nemoci v sobotu 6. dubna 2024 ve věku 63 let.

## Politické působení
Do politiky se pokoušel vstoupit, když v krajských volbách v roce 2012 kandidoval jako nestraník za hnutí Východočeši do Zastupitelstva Královéhradeckého kraje, ale neuspěl.
Od roku 2013 do roku 2024 byl členem hnutí ANO 2011 a také byl zvolen předsedou Krajské organizace hnutí ANO 2011 v Královéhradeckém kraji.
Ve volbách do Poslanecké sněmovny PČR v roce 2013 kandidoval na druhém místě kandidátky hnutí ANO 2011 v Královéhradeckém kraji a byl zvolen poslancem. Získal 2 934 preferenčních hlasů, což znamenalo posun na první místo před lídra kandidátky Ivana Pilného (ale i ten se do Sněmovny vzhledem k zisku tří křesel pro hnutí ANO 2011 v Královéhradeckém kraji dostal).
V komunálních volbách v roce 2014 se pokoušel dostat za hnutí ANO 2011 do Zastupitelstva města Trutnova, ale neuspěl (skončil jako druhý náhradník). V krajských volbách v roce 2016 kandidoval za hnutí ANO 2011 do Zastupitelstva Královéhradeckého kraje, ale opět neuspěl. Ve volbách do Poslanecké sněmovny PČR v roce 2017 obhájil svůj poslanecký mandát za hnutí ANO 2011 v Královéhradeckém kraji.
V komunálních volbách v roce 2018 kandidoval za hnutí ANO 2011 do Zastupitelstva města Trutnova, ale neuspěl.
Ve volbách do Poslanecké sněmovny PČR v roce 2021 kandidoval za hnutí ANO 2011 na 5. místě v Královéhradeckém kraji, ale neuspěl (skončil jako první náhradník).
V komunálních volbách v roce 2022 kandidoval za hnutí ANO 2011 do Zastupitelstva města Trutnova, kdy tentokrát uspěl se ziskem 2 277 hlasů.